# Iarevîșce, Stara Vîjivka
Iarevîșce (în ucraineană Яревище) este un sat în comuna Krîmne din raionul Stara Vîjivka, regiunea Volînia, Ucraina.

## Demografie
Componența lingvistică a localității Iarevîșce
     Ucraineană (99,52%)
     Alte limbi (0,48%)
Conform recensământului din 2001, majoritatea populației localității Iarevîșce era vorbitoare de ucraineană (99,52%), existând în minoritate și vorbitori de alte limbi.